# Saint-Pierre-Brouck
Saint-Pierre-Brouck är en kommun i departementet Nord i regionen Hauts-de-France i norra Frankrike. Kommunen ligger i kantonen Bourbourg som tillhör arrondissementet Dunkerque. År 2022 hade Saint-Pierre-Brouck 983 invånare.

## Befolkningsutveckling
Antalet invånare i kommunen Saint-Pierre-Brouck
| Referens: INSEE |